# Teatro del Bosque
El teatro del Bosque es un teatro público de la ciudad de Móstoles (Madrid), inaugurado en el año 2003. El edificio fue diseñado por el arquitecto Miguel Verdú y los jardines exteriores por Javier Mariscal. En el teatro del Bosque se entregan cada año los Premios Ciudad de Móstoles.

## Historia
El proyecto del arquitecto Miguel Verdú se presenta en enero de 1998 y la construcción del teatro del Bosque comienza en 1999. El jardín exterior, diseñado por Javier Mariscal y formado por torres de hasta 18 metros de altura recubiertas de plantas y de dunas de tierra armada con vegetación, comenzó a construirse en agosto de 2002, al tiempo que avanzaban las obras del edificio del teatro. En 2003 finaliza la construcción y el teatro es inaugurado el 8 de marzo de ese año con la obra Mefistófeles, de la Compañía Lírica. Desde entonces, el Teatro del Bosque ha sido lugar de numerosas actuaciones, desde obras en inglés para niños hasta conciertos de música clásica ( a veces dados por el Conservatorio Profesional de Música Rodolfo Halffter).

## Aforo
El Teatro del Bosque tiene capacidad para 646 personas. La platea tiene capacidad para 270 espectadores; el anfiteatro, para 331; y el paraíso, para 45.